# Rhynchotus maculicollis
El guaipo, inambú de alas rojas, o yuto colorado, martineta colorada de cuello manchado o Huayco tinamou  (Rhynchotus maculicollis),   es una especie de ave terrícola del género Rhynchotus de la familia Tinamidae, propia de las montañas de Bolivia y el noroeste de Argentina.

## Sistemática
Durante mucho tiempo se la consideraba como una subespecie de Rhynchotus rufescens, pero fue separada en 1996 por sus notables diferencias vocales y morfológicas, especialmente en su cabeza y cuello los cuales son rayados y manchados de negro. El SACC la separó como especie plena, y la UICN hizo lo mismo en 2006.

## Distribución
Habita en las alturas de Bolivia y el noroeste argentino, en las provincias de Jujuy, Salta, Tucumán y Catamarca. Vive entre  los 1000 y los 3000 m s. n. m..

## Hábitat
Habita en los pastizales montanos del piso superior de las yungas, y pastizales semiáridos con matorrales dispersos del tope de las sierras del chaco serrano.

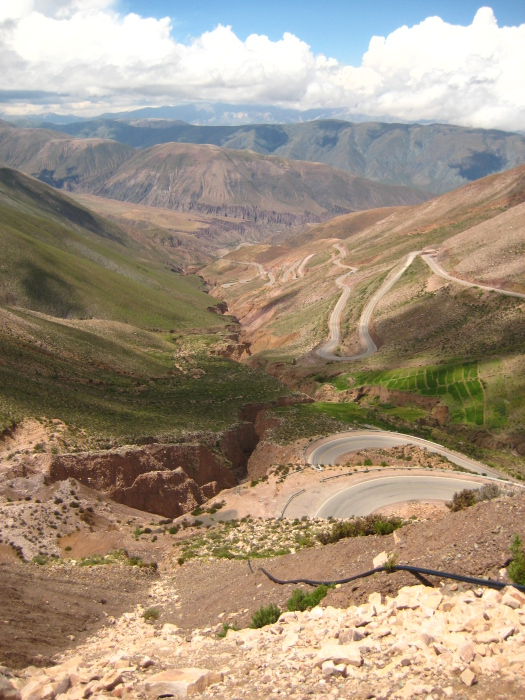
el hábitat de esta perdiz, en Jujuy.

## Dieta
Su dieta varía según la estación: en el verano se alimenta de invertebrados insectos y otros animales pequeños (incluso ratones); en el invierno cambia a materia vegetal: flores, frutos que toma del suelo o de arbustos bajos, semillas, brotes y hojas tiernas, retoños, raíces y tubérculos.

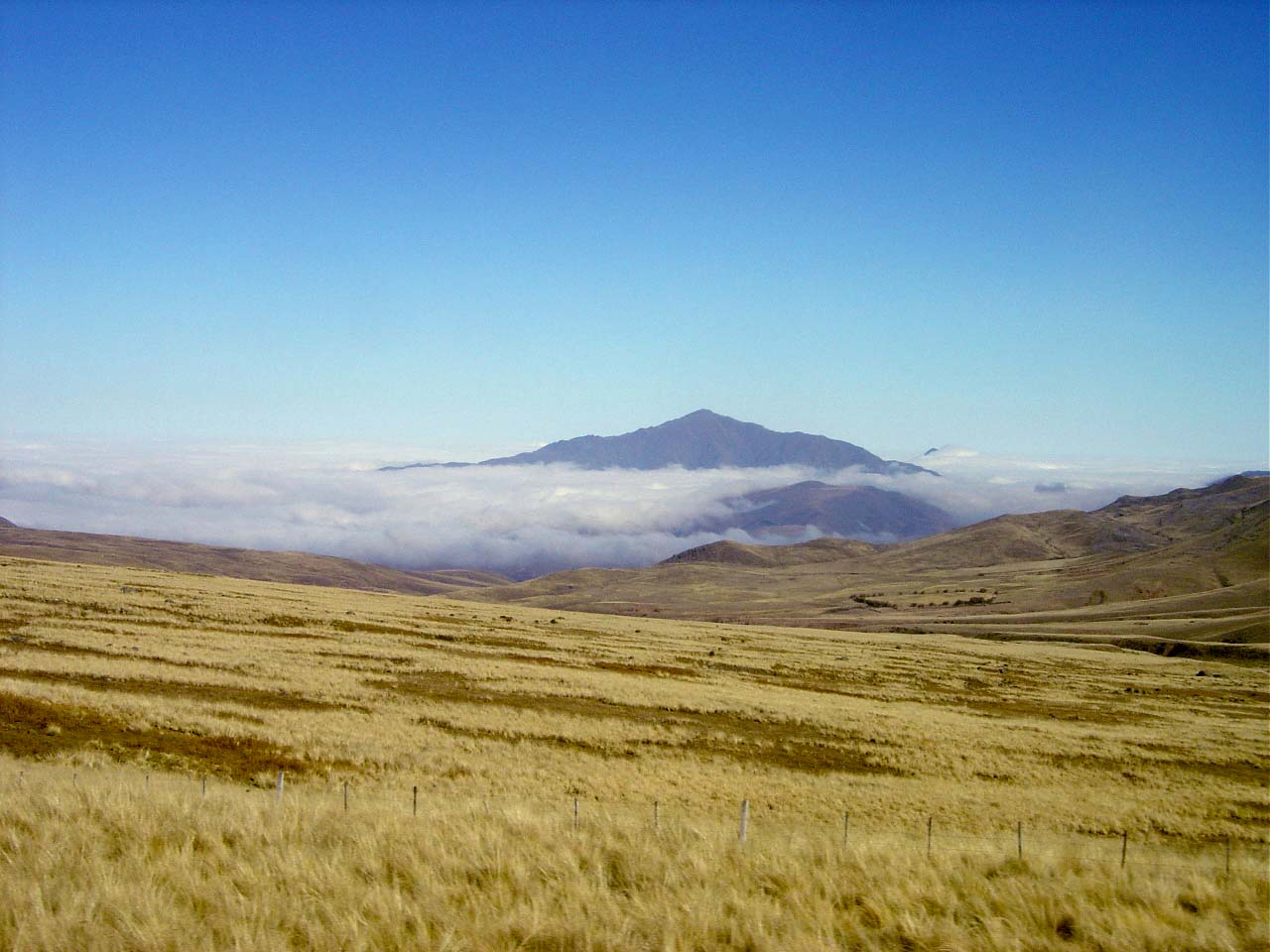
el hábitat de esta perdiz, en Tafí del Valle, Tucumán.

## Comportamiento
El macho es el que incuba los huevos, los que pueden provenir de diferentes hembras. Al nacer los pichones, también él los cuidará hasta que estén listos para valerse por sí mismos. El nido lo hace sobre el piso, entre las densas matas. 

## Conservación
Como todos los tinámidos, es muy apetecido por cazadores, por lo cual ha disminuido su población localmente, aunque su hábitat, al ser un ecosistema menos apto para cultivos, no sufrió por la transformación a terrenos agrícolas como sí le ha afectado a la otra especie congenérica.
La UICN clasifica a esta perdiz como de Preocupación menor,  con un rango de ocurrencia de 114 000 km².